# American Coaster Enthusiasts
Pour les articles homonymes, voir ACE.

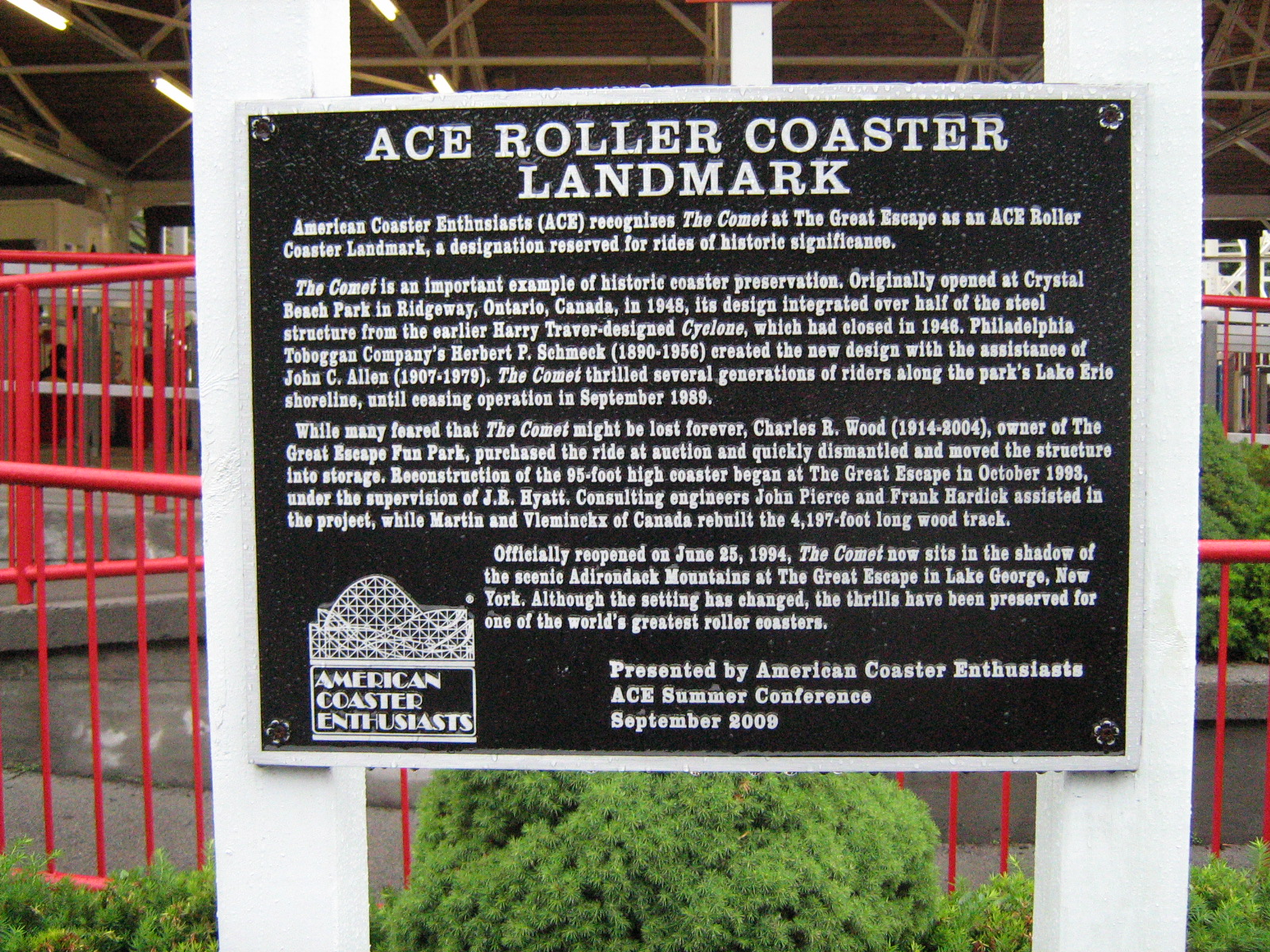
Plaque décernée par l'association aux montagnes russes Comet du parc The Great Escape.

American Coaster Enthusiasts (ACE) est une association américaine à but non lucratif qui rassemble des passionnés de montagnes russes (roller coasters). Elle participe notamment à la préservation de montagnes russes anciennes ou menacées de fermeture. Ses membres organisent souvent des voyages et des rencontres dans des parcs d'attractions à travers le monde; ces rencontres sont parfois sponsorisées par les parcs eux-mêmes.

## Histoire
ACE a été fondé en 1977 par Roy Brashears, Paul Greenwald et Richard Munch. Au début, elle avait comme seuls buts l'organisation de rencontres d'amateurs de sensations fortes et la participation à des « marathons de montagnes russes ». Un marathon s'est tenu en 1977 sur le Rebel Yell de Kings Dominion en Virginie pour promouvoir la sortie du film Le Toboggan de la mort (Rollercoaster) de James Goldstone avec  George Segal, Henry Fonda, Richard Widmark et la toute jeune Helen Hunt.